# Toropamecia nigripalpis
Toropamecia nigripalpis är en tvåvingeart som beskrevs av Timothy M. Cogan 1978. Toropamecia nigripalpis ingår i släktet Toropamecia och familjen markflugor.
Artens utbredningsområde är El Salvador. Inga underarter finns listade i Catalogue of Life.